# Relations entre l'Algérie et l'Inde
Les relations entre l'Algérie et l'Inde sont des relations internationales s'exerçant entre deux états, la République algérienne démocratique et populaire, pays d'Afrique du nord et la République de l'Inde, pays d'Asie du sud. 

## Présentation

### Représentations officielles
L’Algérie dispose d'une ambassade à New Delhi, tandis que l'Inde dispose d'une ambassade à Alger.

### Organisations internationales
Les deux pays font partie du Mouvement des non-alignés. En tant que membre de l'Union africaine, l'Algérie prend en charge la candidature de l'Inde pour un siège permanent dans un Conseil de Sécurité réformé.

## Liens diplomatiques
La présidente de la République de l'Inde Droupadi Murmu a effectué à partir du 13 octobre 2024 une visite d'Etat de quatre jours en Algérie. Lors de sa visite, des entretiens approfondis ont été tenus par le président algérien Abdelmadjid Tebboune, avec la présidente de la République de l'Inde, au cours desquels ont été passées en revue la coopération bilatérale et les perspectives de son développement dans divers domaines, ainsi que les questions régionales et internationales d'actualité.

## Liens économiques
En janvier, tendance positive; elle a augmenté de 55 millions de dollars en 2001 à 3,4 milliards en 2011. Récemment, l'Inde et l'Algérie, ont pris des mesures pour accroître la collaboration dans le secteur du pétrole.
La compagnie automobile indienne Maruti Suzuki a un marché important en Algérie, avec son troisième plus grand marché d'exportation et ayant exporté près de 17 247 voitures dans l'année 2011-12.
L'Inde est le neuvième partenaire de l'Algérie. Le volume des échanges commerciaux entre les deux pays a atteint près de 1,4 milliard de dollars au cours des sept premiers mois de l'année 2024. Au cours de la même période, les exportations de l'Algérie vers l'Inde s'élèvent à 780 millions de dollars, les importations en provenance de ce pays ayant atteint 610 millions de dollars.

## Coopération bilatérale et aide
L'Inde a fourni à l'Algérie 1 million de dollars pour l'aide humanitaire pour les victimes du tremblement de terre qui a frappé l'Algérie en mai 2003. Des médicaments pour une valeur d'un demi-million de dollars américains ont été remis en avril 2004 et le solde sous la forme d'acier pour la construction des maisons pour les victimes ont été remis en octobre 2006. L'Organisation indienne pour la recherche spatiale, l'agence spatiale principale du gouvernement indien gérant le programme spatial indien, a lancé le satellite algérien Alsat 2A en orbite en juillet 2010.